# Nouméa International 2009
Die Nouméa International 2009 als offene internationale Meisterschaften von Neukaledonien im Badminton wurden vom 16. bis zum 19. Juli 2009 in Nouméa ausgetragen.

## Sieger und Platzierte
| Disziplin    | Gold                          | Silber                                 | Bronze                                   |
| ------------ | ----------------------------- | -------------------------------------- | ---------------------------------------- |
| Herreneinzel | Joe Wu                        | Aditya Elango                          | Marc Antoine Desaymoz                    |
| Herreneinzel | Joe Wu                        | Aditya Elango                          | Kevin Dennerly-Minturn                   |
| Dameneinzel  | Deyanira Angulo               | Danielle Barry                         | Donna Haliday                            |
| Dameneinzel  | Deyanira Angulo               | Danielle Barry                         | Louise McKenzie                          |
| Herrendoppel | Oliver Leydon-Davis Henry Tam | Kevin Dennerly-Minturn Joe Wu          | Arnaud Franzi William Jannic             |
| Herrendoppel | Oliver Leydon-Davis Henry Tam | Kevin Dennerly-Minturn Joe Wu          | Marc Antoine Desaymoz Michel Kong A Siou |
| Damendoppel  | Danielle Barry Donna Haliday  | Deyanira Angulo Louise McKenzie        | Julie Desaymoz Valérie Sarengat          |
| Damendoppel  | Danielle Barry Donna Haliday  | Deyanira Angulo Louise McKenzie        | Johanna Kou Cécile Sarengat              |
| Mixed        | Henry Tam Donna Haliday       | Kevin Dennerly-Minturn Louise McKenzie | Oliver Leydon-Davis Deyanira Angulo      |
| Mixed        | Henry Tam Donna Haliday       | Kevin Dennerly-Minturn Louise McKenzie | Joe Wu Danielle Barry                    |